# Achillesaurus
Achillesaurus war ein theropoder Dinosaurier aus der Gruppe der Alvarezsauridae, dessen fossile Überreste aus der Oberkreide Argentiniens (Río Negro) stammen. Diese Gattung wurde von Agustín Martinelli und Ezequiel Vera im Jahr 2007 mit der bisher einzigen Art (Typusart) Achillesaurus manazzonei erstbeschrieben.
Wie bei anderen Alvarezsauriden handelte es sich vermutlich um ein vogelähnliches, zweibeiniges Tier, das durch sehr kurze Arme auffiel. Achillesaurus war ein relativ großer und basaler (ursprünglicher) Vertreter der Alvarezsauridae, wobei die Verwandtschaftsbeziehungen zu anderen Gattungen dieser Gruppe unklar bleiben.

## Fund und Namensgebung
Bisher ist lediglich ein Teilskelett bekannt (Katalognummer MACN-PV-RN 1116), das aus einem Kreuzbeinwirbel, vier Schwanzwirbeln, dem oberen Ende des linken Oberschenkelknochens (Femur), dem unteren Ende des linken Schienbeins (Tibia) im anatomischen Verbund mit dem Sprungbein (Astragalus), teilweisen Mittelfußknochen sowie dem linken Darmbein (Ilium) besteht. Stratigraphisch stammen die Fossilien aus der Bajo-de-la-Carpa-Formation (Oberkreide, Santonium), in der auch die Knochen von Alvarezsaurus calvoi, einem anderen Alvarezsauriden, entdeckt wurden.
Der Name Achillesaurus leitet sich von Achilleus ab, einem Helden der griechischen Mythologie, und deutet auf die Achillesferse, der einzigen Stelle, an der Achilleus verwundbar ist. Die Forscher wählten diesen Namen, da an der Fersenregion des Skeletts diagnostische Merkmale entdeckt wurden. Das Artepitheth manazzonei ehrt Prof. Rafael Manazzone, einem Amateurpaläontologen, der den Forschern Daten über patagonische Fossilfundstellen bereitstellte und mehrere paläontologische Exkursionen unterstützte.